# فيفا سكور 96

ظهور دوريات العالم من أهم وجود لعبة فيفا سوكر 96

فيفا سوكر 96 (بالإنجليزية: FIFA Soccer 96)‏ هي لعبة فيديو كرة قدم، صدرت في 1995. وهي متوفرة على أجهزة بلاي ستيشن وجيم بوي وإنترتينمنت سيستم ودوس . وهي من نشر إي أيه سبورتس ، توفر اللعبة لاختيار الدوري أو بطولة العالم.

## المنتخبات العربية
ظهرت اللعبة فيفا سوكر 96 لنظامي سوبر نينتندو إنترتينمنت سيستم و سيجا ميجا درايف / جينيسيس ، وهي:
- الجزائر
- مصر
- المغرب
- السعودية